# Habermann (Film)
Habermann (tschechisch Habermannův mlýn) ist ein tschechisch/deutsch/österreichischer Historienfilm aus dem Jahr 2009. Er erzählt die Geschichte des Unternehmers August Habermann  von 1937 bis 1945 in der früheren Tschechoslowakei und basiert auf der Romanvorlage Habermanns Mühle (Habermannův mlýn) von Josef Urban. Die Filmfigur orientiert sich lose an einem echten Vorbild.

## Handlung
Der junge deutschstämmige Unternehmer August Habermann lebt Anfang der 1930er-Jahre als angesehener Bürger in einem kleinen fiktiven Dorf im Norden Mährens. Seit vier Generationen betreibt seine Familie dort das größte Mühlen- und Sägewerk im Umkreis. Habermann ist gänzlich unpolitisch, weshalb er in seinem Unternehmen tschechische und deutsche Arbeiter anstellt. Er heiratet sogar die hübsche Tschechin Jana, die als Waise im Kloster aufwuchs. Aus dieser Ehe geht eine Tochter hervor. Am Tag ihrer Taufe tritt das Münchner Abkommen in Kraft: Truppen der Wehrmacht besetzen das Sudetenland. In dem mährischen Dorf und Habermanns Mühle herrscht fortan eine tiefe Kluft: Während die meisten deutschen Einwohner die Ankunft von Hitlers Armee euphorisch begrüßen, missfällt dies den Tschechen. Auch Augusts jüngerer Bruder Hans ist vom Nationalsozialismus begeistert und meldet sich freiwillig zum Fronteinsatz, aus der er Jahre später schwer verletzt zurückkehren sollte. Mittlerweile hat auch der intrigante SS-Sturmbannführer Koslowski im Hotel, das von einem tschechischen Opportunisten geleitet wird, sein Quartier bezogen und herrscht in der Gegend mit einer perfiden Mischung aus Willkür und Gewalt.
Als eines Tages zwei Wehrmachtssoldaten von tschechischen Milizen erschossen werden, fordert der Sturmbannführer für diese Tat von August Habermann, zwanzig Namen von Tschechen zu nennen, die als Vergeltung erschossen werden müssten. Habermann weigert sich, kann allerdings Koslowski mit Schmuck aus seinem eigenen Vermögen bestechen und handelt ihn auf zehn Namen herunter. Zusammen mit seiner Familie muss der Mühlenbesitzer aber nun zusehen, wie neun unschuldige Menschen von der SS zufällig gefangen und ermordet werden. Koslowski hat vom Bürgermeister erfahren, dass Jana Habermanns Vater Jude war, weswegen er sie und die Tochter als zehntes Opfer ins Konzentrationslager deportieren lässt.
Zwischenzeitlich rückt die Rote Armee näher. Viele Deutsche verlassen ihre Heimat aus Angst vor den Truppen der Sowjets. Habermann dagegen weigert sich, da er sein Familienunternehmen und seine toten Vorfahren am Friedhof nicht zurücklassen will. Sturmbannführer Koslowski versucht als Zivilist zu fliehen, doch er gerät in einen Hinterhalt, als an seinem Auto eine Bombe detoniert. Der tschechische Mob plündert nun das Eigentum und quält die verbliebenen Deutschen. August Habermann muss schwere Mehlsäcke schleppen und wird an seinem Mühlrad gerädert, bis er stirbt. Der Leichnam wird anschließend verbrannt. Dabei verwischen auch die Grenzen zwischen "Freund und Feind": Ein Tscheche gesteht, dass er der uneheliche Sohn des "alten" Habermann und somit ein Halbbruder von August Habermann sei. Als "Halbdeutscher" wird er von der wütenden Menschenmenge aufgehängt.
Jana hat mit ihrer Tochter das KZ überlebt. Sie darf aber nicht mehr nach Hause zurückkehren, sondern wird wie die anderen geschlagen und bespuckt in einen Zug nach Deutschland getrieben. Vom Schicksal ihres Mannes hat sie nie mehr erfahren.

## Kritiken
„Es geht in diesem aufrührerischen Film nicht so sehr darum, ein analytisches oder zumindest tragisches Verständnis von Geschichte zu entwickeln, es geht einzig und allein um den ältesten aller Erzähltricks: Dass man nur den Pöbel loslassen muss, und schon wird ein Held aufstehen. Dass dieser auch aus sich heraus von Interesse sein müsste, hat bei ‚Habermann‘ niemand bemerkt, weil die entfesselten Massen das Geschichtsbild der Macher am Besten dokumentieren. Denn in der Massenszene kommt das Ausstattungskino zu sich, auch wenn darin die Geistlosigkeit geradezu handgreiflich wird. ‚Habermann‘ gibt sich den Anschein kontroversen Geschichtskinos, ist aber intellektuell wie ästhetisch unter jedem dafür angebrachten Niveau.“

„Der Regisseur Juraj Herz beweist, dass eine heikle Geschichte wie die gegenseitige Gewalt im Sudetenland eine besonders sensible Filmsprache braucht, ohne irgendetwas zu beschönigen. Spannend, aber nicht reißerisch. Ehrlich, aber nicht kühl. Aufwühlend, aber nie effektheischend sentimental. So mutig und kunstvoll muss eine derart wichtige Geschichte erzählt werden!“

## Auszeichnungen
- Bayerischer Filmpreis 2010 für Beste Regie: Juraj Herz und Bester Darsteller: Mark Waschke[5]
- Erster Preis des Jewish World Film Festival 2010[6][7] beim Kansas International Film Festival.
- Erhielt das „Prädikat besonders wertvoll“ von der Deutschen Film- und Medienbewertung[8]

## Veröffentlichung
Produktionsjahr war 2009 und Kinostart am 25. November 2010. Seit Juni 2011 ist der Film auf DVD und Blu-ray erhältlich.